# Никольское (Зубцовский район)
Нико́льское — деревня в Зубцовском районе Тверской области. Входит в состав Вазузского сельского поселения. До 2006 года была центром Никольского сельского округа.

## География
Расположена в 7 километрах к юго-востоку от районного центра Зубцов, на реке Шешма. От автомагистрали М9 «Балтия» — 1,5 км. Рядом — железная дорога «Москва — Великие Луки — Рига», разъезд Бартенево в 0,5 км от деревни.

## История
В XIX веке Никольское небольшое сельцо рядом с более крупным селом Бубново, к приходу и волости которого оно и относилось в Зубцовском уезде Тверской губернии. Владели Никольским и соседним Сергиевским помещики Пусторослевы.
В Советское время в Никольском образован сельсовет (сначала Бубновский, потом Никольский), здесь правление колхоза. В отличие от соседних деревень, Никольское росло, здесь появились новые улицы застройки.
В 1997 году — 107 хозяйств, 375 жителей. Центральная усадьба колхоза им. М. И. Калинина, неполная средняя школа, ДК, библиотека, медпункт, отделение связи, детсад, баня, магазин, столовая. В 2005 детский сад закрылся. В 2011 и школу закрыли, по документам  она переехала в деревню Борки, за 13 км от Никольского.

## Население
| 1859 | 1997 | 2002 | 2010 |
| ---- | ---- | ---- | ---- |
| 31   | ↗375 | ↘283 | ↗310 |